# آلشیمی فورور
آلشیمی فورور (انگلیسی: Alchimie Forever) شرکت لوازم بهداشتی سوئیسی است، که در سال ۱۹۸۶ تأسیس شد.